# Blindman River
Blindman River är ett vattendrag i Kanada.   Det ligger i provinsen Alberta, i den centrala delen av landet, 2 900 km väster om huvudstaden Ottawa.
Trakten runt Blindman River består till största delen av jordbruksmark. Runt Blindman River är det mycket glesbefolkat, med 4 invånare per kvadratkilometer.